# Pruillé-le-Chétif
Pruillé-le-Chétif è un comune francese di 1 281 abitanti situato nel dipartimento della Sarthe nella regione dei Paesi della Loira.

## Società

### Evoluzione demografica
Abitanti censiti